# Rhithrogena ingalik
Rhithrogena ingalik är en dagsländeart som beskrevs av Lowell Fitz Randolph och Mccafferty 2005. Rhithrogena ingalik ingår i släktet Rhithrogena och familjen forsdagsländor. Inga underarter finns listade i Catalogue of Life.